# Негорци
Негорци (на македонска литературна норма: Негорци) е село в Община Гевгели, Северна Македония.

## География
Селото е разположено в областта Боймия, на 9 километра северно от град Гевгели.

## История
В XIX век Негорци е село в Гевгелийска каза на Османската империя. Църквата „Свети Атанасий“ е от XIX век. Александър Синве („Les Grecs de l’Empire Ottoman. Etude Statistique et Ethnographique“), който се основава на гръцки данни, в 1878 година пише, че в Негорци (Négortzi), Воденска епархия, живеят 300 гърци. В „Етнография на вилаетите Адрианопол, Монастир и Салоника“, издадена в Константинопол в 1878 година и отразяваща статистиката на населението от 1873 г., Негорци (Négortzi) е посочено като село с 80 домакинства и 50 жители мюсюлмани, 525 българи и 220 власи.
В селото в 1895 – 1896 година е основан комитет на ВМОРО.
Според статистиката на Васил Кънчов („Македония. Етнография и статистика“) от 1900 г. Негорци има 650 жители българи християни и 500 турци.
В началото на XX век жителите на селото са под върховенството на Цариградската патриаршия. По данни на секретаря на Българската екзархия Димитър Мишев („La Macédoine et sa Population Chrétienne“) през 1905 година в Негорци има 928 българи патриаршисти гъркомани.
Според Астерьос Кукудис Негорци е бивше мъгленорумънско село.
При избухването на Балканската война в 1912 година 6 души от Негорци се записват доброволци в Македоно-одринското опълчение.
След Междусъюзническата война в 1913 година селото попада в Сърбия. Според Димитър Гаджанов в 1916 година в Нягорци живеят 231 турци и 564 българи.
По време на българското управление във Вардарска Македония в годините на Втората световна война, Иван Ат. Кузманов е български кмет на Негорци от 22 февруари 1943 година до 3 август 1943 година. След това кмет е Борис П. Карпузов от Велес (22 юли 1943 - 30 декември 1943).
Според преброяването от 2002 година селото има 2047 жители.
| Националност | Всичко |
| македонци    | 2023   |
| албанци      | 1      |
| турци        | 3      |
| роми         | 1      |
| власи        | 1      |
| сърби        | 15     |
| бошняци      | 0      |
| други        | 3      |

## Личности
Родени в Негорци
- Андон Фаршинин и синът му Григор, български революционери, дейци на ВМОРО[5]
- Атанас Ташев Ковански, български революционер, деец на ВМОРО[5]
- Атанас Янкулов (Атанасиос Янкулас), гръцки андартски капитан
- Васил Харизанов (Василиос Харизанис), агент на гръцка андартска чета в Македония[13]
- Дельо Василев Арнаудов, български революционер войвода на ВМОРО
- Йован Цаков (Йоанис Цакос), гръцки андартски капитан
- Костадин Гонов Ковански, български революционер, деец на ВМОРО[5]
- Мито Бърлямов (? – 1904), български революционер, деец на ВМОРО, убит на 6 декември 1904 година[5][14]
- Никола Харизанов (Николаос Харизанис), гръцки агент (втори клас) на гръцка андартска чета в Македония[15]
- Петър Харисев (Петрос Харисиадис), гръцки андартски капитан[16]
- Стоян Малашев (? - 1912), деец на ВМОРО
- Стоян Христов, български революционер от ВМОРО, четник на Иван Наумов Алябака[17]
- Тано Христов Малашев, български революционер, деец на ВМОРО, убит[5][14]
- Христо Атанасов, македоно-одрински опълченец, 24-годишен, четата на Лазар Делев, Сборна партизанска рота на МОО[18]

Починали в Негорци
- Михаил Т. Москов (1899 – 1923), деец на ВМРО от село Мачуково, загинал в сражение със сръбски части на 6 юли 1923 година[19]